# Soilwork

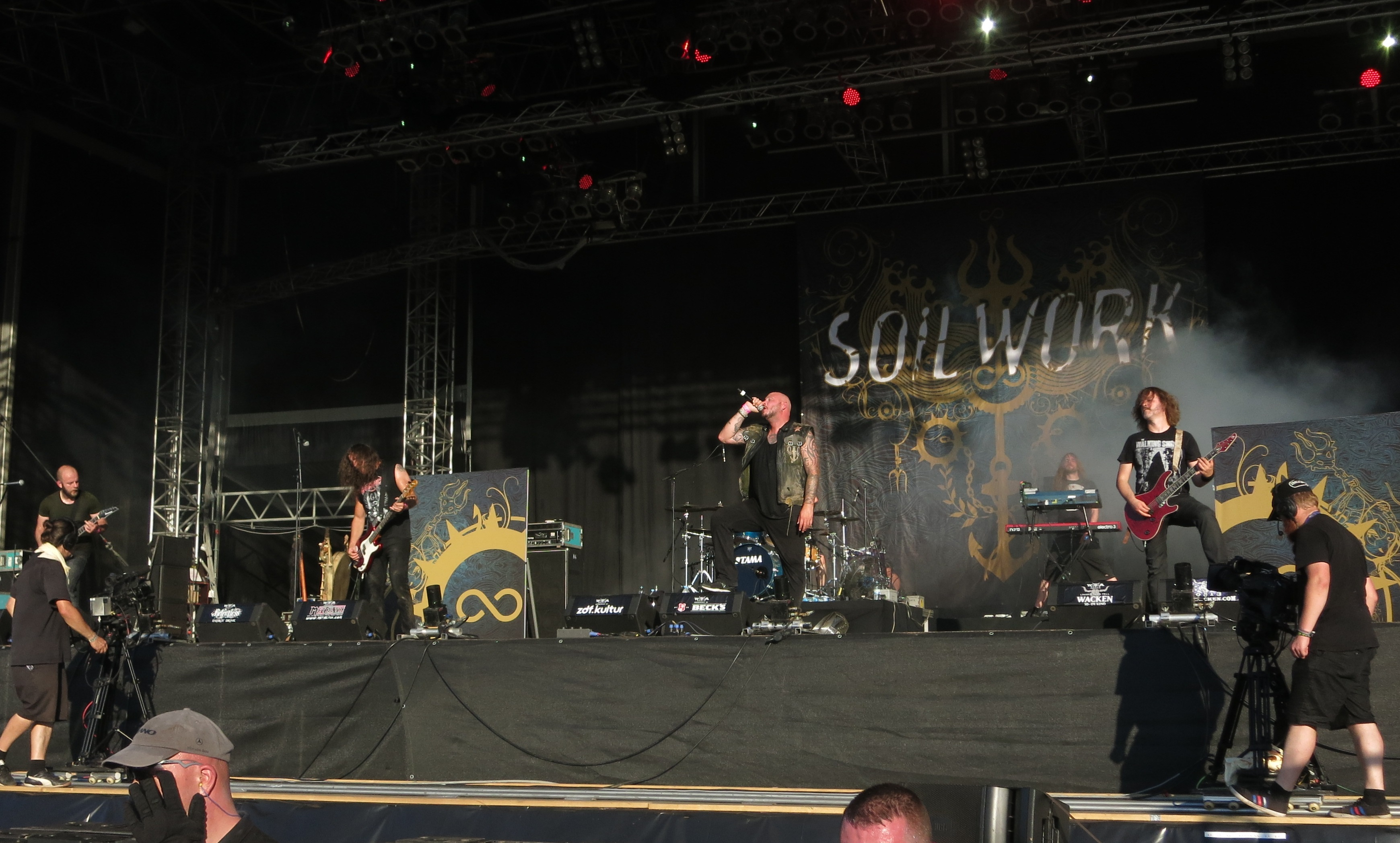
Soilwork in 2013

Soilwork is een Zweedse melodieuze-deathmetalband. De band speelt in een vergelijkbare stijl als In Flames en Dark Tranquillity. Cleane zang wordt afgewisseld met krachtige grunts.

## Geschiedenis
De band werd in 1995 in Helsingborg opgericht onder de naam Inferior Breed. Een jaar later veranderden ze hun naam in Soilwork, omdat ze vonden dat dat beter bij hen paste: de naam impliceert dat ze zichzelf naar boven hadden gewerkt vanuit het niets.
Op 18 september 2008 bleek dat Peter Wichers na drie jaar afwezigheid weer bij de band gekomen was. Dit betekende het vertrek van Daniel Antonsson. Ook werd Scarve-gitarist Sylvain Coudret aangekondigd als nieuw permanent lid.
Op 14 september 2022 werd bekend dat gitarist David Andersson op 47-jarige leeftijd is overleden.

## Bandleden
- Bjorn "Speed" Strid - zang
- Bastian Thusgaard - drums
- Sven Karlsson - keyboard
- Rasmus Ehrnborn - basgitaar
- Sylvain Coudret - gitaar

## Voormalige bandleden
- David Andersson - gitaar (2012-2022)
- Dirk Verbeuren - drums (2005-2016)
- Ola Flink - basgitaar (1998–2015)
- Peter Wichers - gitaar (1995-2005 en 2008-2013)
- Ola Frenning - gitaar (1998-2008)
- Daniel Antonsson - gitaar
- Ludvig Svarts - gitaar (1995-1998)
- Jimmy Persson - drums (1995-1998)
- Henry Ranta - drums (1998-2003)
- Carlos Del Olmo Holmberg - keyboard (1998-2001)
- Carl Gustav Doos - basgitaar (1995-1997)

## Discografie
- Steelbath Suicide - 1998
- The Chainheart Machine - 2000
- A Predator's Portrait - 2001
- Natural Born Chaos - 2002
- Figure Number Five - 2003
- The Early Chapters EP - 2003
- Stabbing the Drama - 2005
- Sworn to a Great Divide - 2007
- The Panic Broadcast - 2010
- The Living Infinite - 2013
- Live in the Heart of Helsinki - 2015
- The Ride Majestic - 2015
- Death Resonance - 2016
- Verkligheten - 2019
- A Whisp Of The Atlantic - 2020
- Övergivenheten - 2022